# Pochvistnevo
Pochvistnevo (Похвистнево) è una città della Russia europea, posta nell'oblast' di Samara.